# Chacmultún
Chacmultún (maya: cerro de piedra roja) es un yacimiento arqueológico de la cultura maya situado en la localidad moderna de Chacmultun. Se localiza a aproximadamente 120 km al sureste de Mérida, capital del  estado de Yucatán, en México. 
Chacmultún está situado en la región Puuc en el municipio de Tekax, siete kilómetros al suroeste de la cabecera Tekax. El sitio arqueológico se encuentra en una altitud de 60 metros snmdm.

## Historia
La importancia de este lugar radica en las ruinas mayas descubiertas en el siglo XIX por el explorador austriaco Teoberto Maler, y excavadas con detalle en la década de 1970. 

## Arqueología
La ciudad antigua de Chacmultún, del último período Preclásico mesoamericano, tiene una extensión de un kilómetro cuadrado, y está formada por cuatro distritos: Chacmultún (cerro de piedra roja, en lengua maya), Cabalpak (terraza baja), Xetpol (cabeza cortada) y el distrito Central. En cada uno hay un grupo de edificios construidos sobre colinas o antiguas terrazas que los hacen más imponentes. Al parecer, la ciudad servía de enlace con otras ciudades de la zona, como Edzná, Oxkintok, Uxmal y Kabáh. El sitio fue ocupado hasta el siglo XV.
La característica más importante de esta ciudad es la tierra roja con la que están construidos los edificios, consecuencia de microorganismos que viven en la roca y que se vuelven rojos en contacto con el aire y el agua. Algunos edificios contienen murales mayas bien conservados. El estilo de la arquitectura es Puuc, con elaborados frisos decorando los edificios.